# Shattered (phim 2022)
Shattered (tên khác: Tan nát) là một bộ phim kinh dị của Mỹ năm 2022 do Luis Prieto đạo diễn, David Loughery viết kịch bản và có sự tham gia của Cameron Monaghan, Frank Grillo, Lilly Krug, và John Malkovich.

## Tóm tắt
Chris, một người giàu có đã ly hôn, phải lòng một người phụ nữ bí ẩn Sky, chỉ để thấy chính mình, vợ cũ và đứa con của họ bị mắc kẹt. Một cuộc chiến tuyệt vọng để sinh tồn xảy ra sau đó.

## Diễn viên
- Cameron Monaghan trong vai Chris Decker[2]
- Frank Grillo trong vai Sebastian[2]: bố dượng của Sky
- Lilly Krug trong vai Sky[3]
- John Malkovich trong vai Ronald[2]: chủ nhà nơi Sky và Lisa ở
- Sasha Luss trong vai Jamie Decker [2]: vợ của Chris
- Ash Santos trong vai Lisa[2]: bạn cùng phòng với Sky
- Ridley Bateman trong vai Willow Decker [2]: con gái của Chris và Jamie
- David Madison trong vai Briggs[2]: nhân viên quản lý kho bạc
- Dat Phan trong vai Kiju[2]: đồng phạm với Sky
- James C. Burns trong vai Thám tử Lane

## Sản xuất
Bộ phim được quay ở Montana vào tháng 6 năm 2021.

## Phát hành
Phim được phát hành tại một số rạp chọn lọc và Theo yêu cầu vào ngày 14 tháng 1 năm 2022 và phát hành trên DVD và Blu-ray vào ngày 22 tháng 2 năm 2022.

## Đánh giá
Trên trang web tổng hợp phê bình Rotten Tomatoes, 19% trong số 36 bài phê bình của các nhà phê bình là tích cực, với điểm trung bình là 3,7/10 Metacritic, 1 trang đánh giá sử dụng điểm thang điểm 100, đã cho bộ phim số điểm 27 trên 100, dựa trên 6 nhà phê bình, cho thấy "các bài đánh giá nhìn chung không tốt".
Angela Dawson của Forbes đã đánh giá tích cực về bộ phim và viết, "Nhà làm phim Tây Ban Nha Luis Prieto đã cân bằng sự bất bình đẳng về thu nhập và cảm giác ớn lạnh trong phim kinh dị Shattered."